# Allium brevidentiforme
Allium brevidentiforme — вид трав'янистих рослин родини амарилісові (Amaryllidaceae), ендемік Узбекистану.

## Опис
Тичинкові нитки війчасті біля основи; зовнішні — прості, внутрішні — 3(5)-вершинні.

## Поширення
Ендемік Узбекистану.